# Condylostylus hirtulus
Condylostylus hirtulus är en tvåvingeart som först beskrevs av Jacques-Marie-Frangile Bigot 1888.  Condylostylus hirtulus ingår i släktet Condylostylus och familjen styltflugor.
Artens utbredningsområde är Haiti. Inga underarter finns listade i Catalogue of Life.